# Друга криза в Тайванській протоці
Друга криза в Тайванській протоці (八二三砲戰) — військовий конфлікт, що стався між Китайською Народною Республікою та Тайванем (РК) через спірні острови: Цзіньмень і Мацзу в Тайванській протоці. Обидві острівні групи розташовані біля берегів материкової провінції Фуцзянь, але контролюються Тайванем.

## Криза та ескалація
Конфлікт почався о 17:30 23 серпня 1958 року, коли артилерія Народно-визвольної армії Китаю почала обстріл острова Цзіньмень, розташованого поблизу міста Сямень, і прилеглих до нього дрібних островів. У відповідь тайванські солдати відкрили вогонь. Надалі відбувся ряд повітряних боїв між ВПС КНР і РК.
За датою початку подій, на Тайвані конфлікт часто називають «Артилерійський бій 23 серпня» (кит.: 823砲戰).
Цей конфлікт був продовженням кризи Тайваньської протоки, котра відбулася після Корейської війни. У 1954 році НВАК почала артилерійський обстріл спірних островів.
Президент США Дуайт Ейзенхауер виступив на стороні Республіки Китай і відправив на допомогу авіацію. На острові з 1949 року розташовувалися частини армії США. Між Сполученими Штатами Америки та Китайською Республікою в грудні 1954 (в умовах ескалації Першої кризи) був укладений китайсько-американський Договір про взаємну оборону. Він набув чинності в березні 1955 року та знизив загрозу безпеки Тайваню. Дія договору була обмежена островом Тайвань і Пескадорами, не поширювалася на Цзіньмень і Мацзу. Саме тому США не брали активної участі у кризі. Договір було укладено на тлі глобальної конфронтації між комуністичною та капіталістичною системами в холодній війні. США підтримували претензії Китайської Республіки на роль єдиного законного уряду континентального Китаю. Договір став заключним у серії подібних договорів між США та їхніми союзниками в Східній Азії.
Уряд СРСР, згідно позицій голови МЗС Андрія Громико, виступив на боці Пекіна.
Тайванська сторона заявила про те, що у повітряних боях було збито не менше 25 Міг-17, з них 4 — ракетами AIM-9B. Китайська сторона підтвердила втрату п'яти літаків всіх типів. Це був перший випадок застосування керованих ракет «повітря-повітря» в дії.